# Горийское землетрясение
Горийское землетрясение произошло 20 февраля 1920 и нанесло тяжелый ущерб Гори и близлежащим населенным пунктам Грузинской Демократической Республики. Магнитуда поверхностных волн составила 6,2; землетрясение унесло жизни 115 человек.

Землетрясение началось под утро. Первый же толчок разрушил водонапорную башню. В течение десяти минут рухнули сотни зданий. Над городом стояли клубы розовой от солнца пыли. Улица была загромождена дымящимися обломками. Кругом рыдали женщины, лаяли собаки. Нашего дома больше не существовало.— С. Довлатов. «Наши».